# Une solution rationnelle
Pour plus de détails, voir Fiche technique et Distribution.
Une solution rationnelle (Det enda rationella) est un film dramatique suédo-finno-germano-italien réalisé par Jörgen Bergmark, sorti le 25 septembre 2009.

## Fiche technique
- Titre français : Une solution rationnelle
- Titre international : A Rational Solution
- Titre original suédois : Det enda rationella
- Producteur : Helena Danielsson, Karl Baumgartner, Jörgen Bergmark, Raimond Goebel, Jens Jonsson et Tero Kaukomaa
- Scénario : Jens Jonsson
- Directeur de la photo : Anders Boman
- Montage : Mattias Morheden
- Décors : Peter Bävman
- Costumes : Paola Billberg Johansson
- Musique : Nathan Larson

## Distribution
- Rolf Lassgard
- Pernilla August
- Stina Ekblad
- Claes Ljungmark
- Magnus Roosman

## Récompenses et distinctions
- 2010 : Grand Prix du Jury au festival international du film d'Arras

### Nominations
- 1 nomination